# 小行星8809
小行星8809（英語：8809 Roversimonaco）是一颗围绕太阳公转的小行星。1981年11月24日，愛德華·鮑威爾在可可尼诺县发现了此天体。
这颗小行星的绝对星等为187.8480118068451等。